# Barranco de Agaete

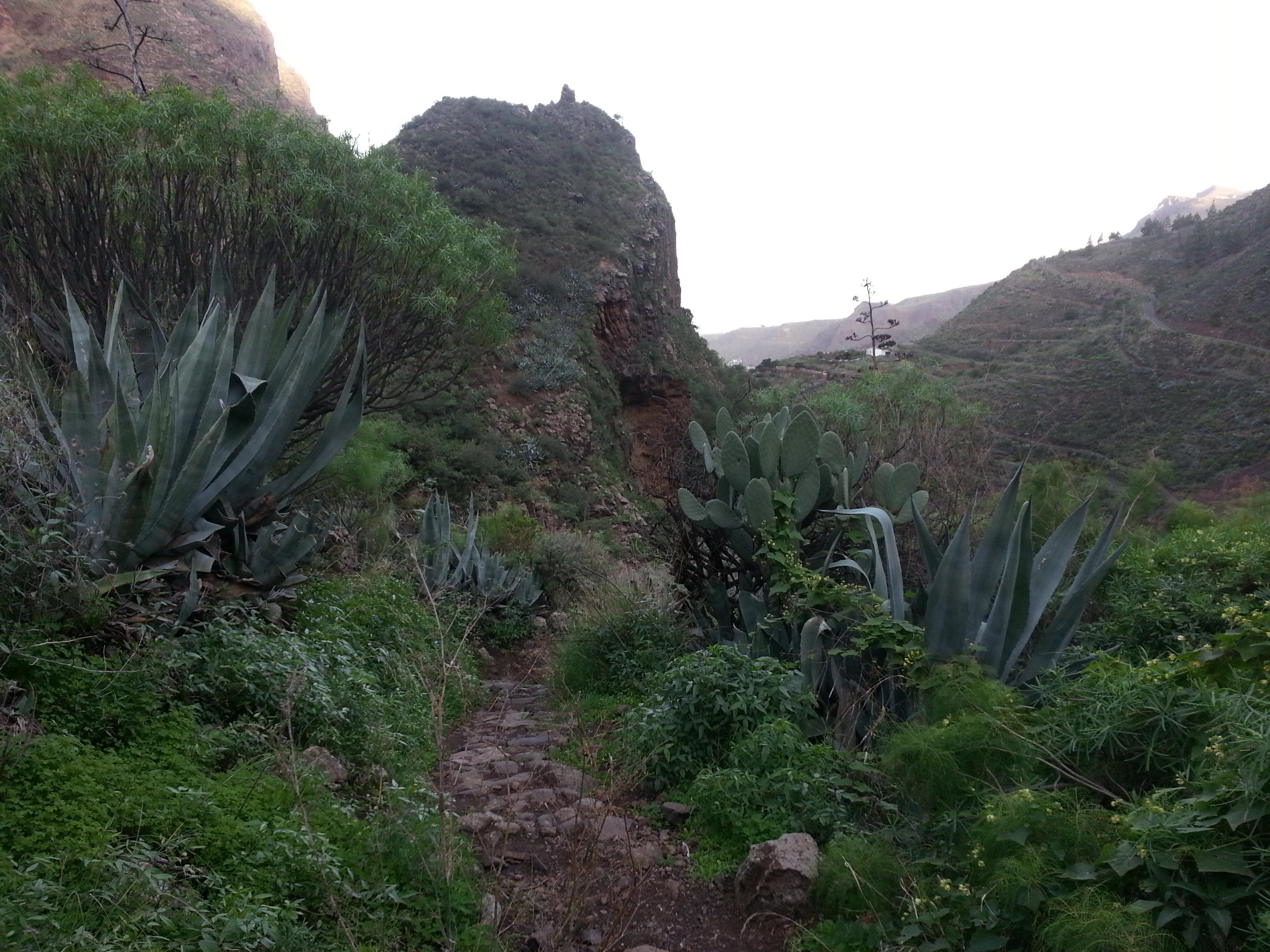
Vegetation im Barranco de Agaete

Das Barranco de Agaete ist ein fruchtbares, lang gezogenes Gebirgstal im Nordwesten der spanischen Insel Gran Canaria. Es erstreckt sich auf dem Gebiet der Gemeinde Agaete und gilt als eines der landschaftlich fruchtbarsten und touristisch schönsten Täler der Insel.

## Orte
- Agaete
- Casas del Camino
- El Chapin
- El Sao
- Los Berrazales
- San Pedro de Agaete
- Vecindad de Entrente

## Landwirtschaft
Im Barranco de Agaete wird ein Großteil der landwirtschaftlichen Produktion der Gemeinde erzeugt. Auf den fruchtbaren Böden gedeiht eine tropische Vegetation, was dem Wasserreichtum, den hohen, als natürlicher Windschutz fungierenden Felswänden und dem sehr nährstoffreichen Boden zu verdanken ist. So wachsen hier neben Palmen auch die zur landwirtschaftlichen Produktion genutzten Zitronen, Apfelsinen, Mangos und Avocados.
Agaete ist zudem eines der wenigen Kaffeeanbaugebiete der Kanarischen Inseln und somit Spaniens.

## Verkehr und Tourismus
Nur eine einzige Straße führt vom Südosten des Gemeindezentrums Agaete in das Tal hinein, sie endet in Los Berrazales. Touristisch gilt das Tal als eines der sehenswertesten Gran Canarias.
Außerdem entwickelte sich um 1900 in dem Ort Los Berrazales um die dortigen eisenhaltigen Quellen ein Heilbad, das jedoch in den 1970er Jahren wieder aufgegeben wurde.
In Los Berrazales wird jedoch nach wie vor das als heilsam geltende Mineralwasser abgefüllt.